# عملية الشعلة

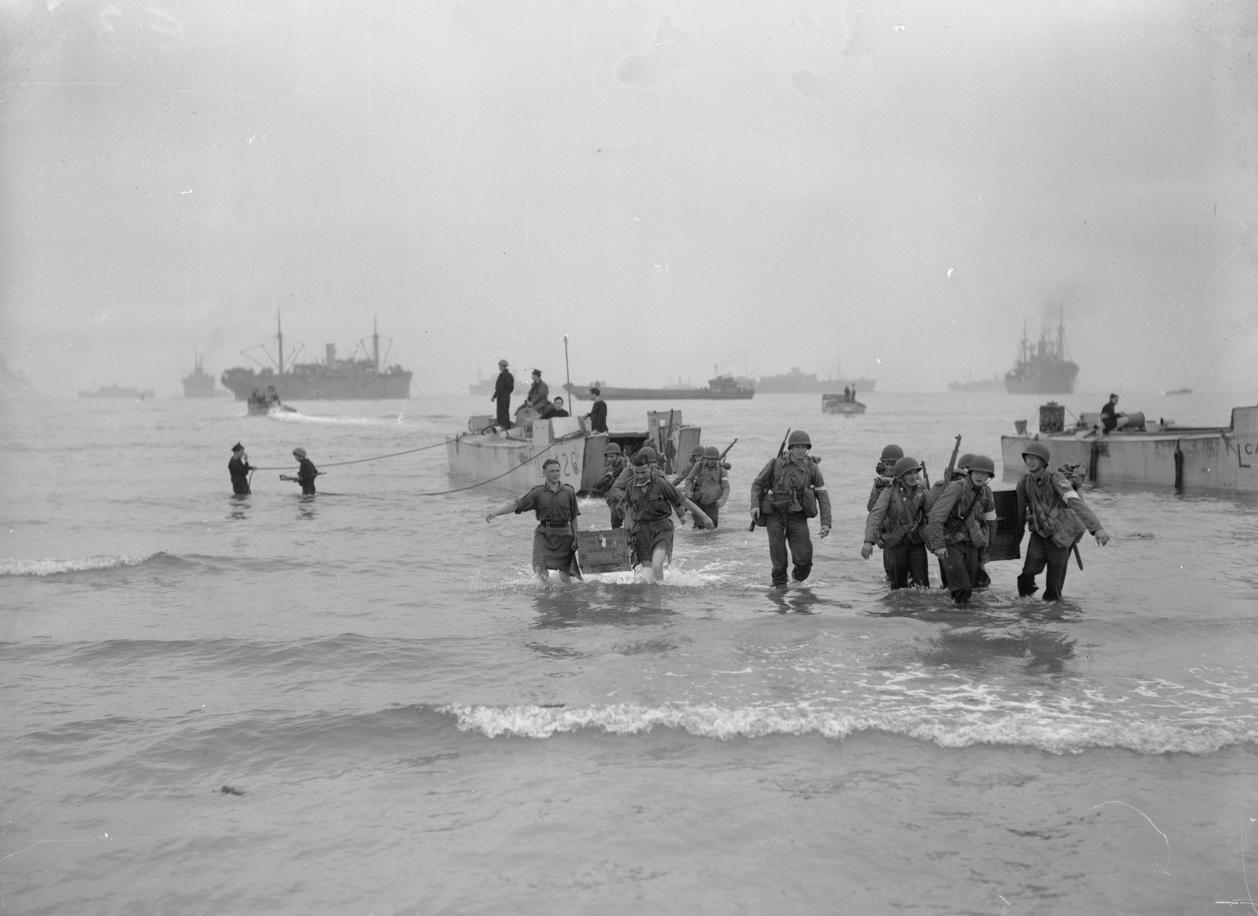
إنزال أمريكي على شواطئ شمال أفريقيا أثناء عملية المشعل

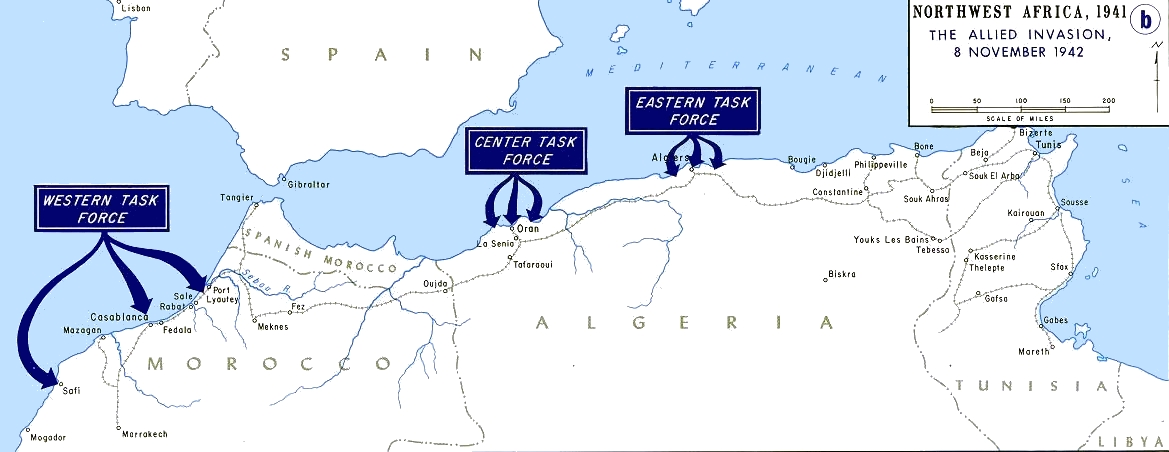
مناطق الإنزال بشمال غرب أفريقيا

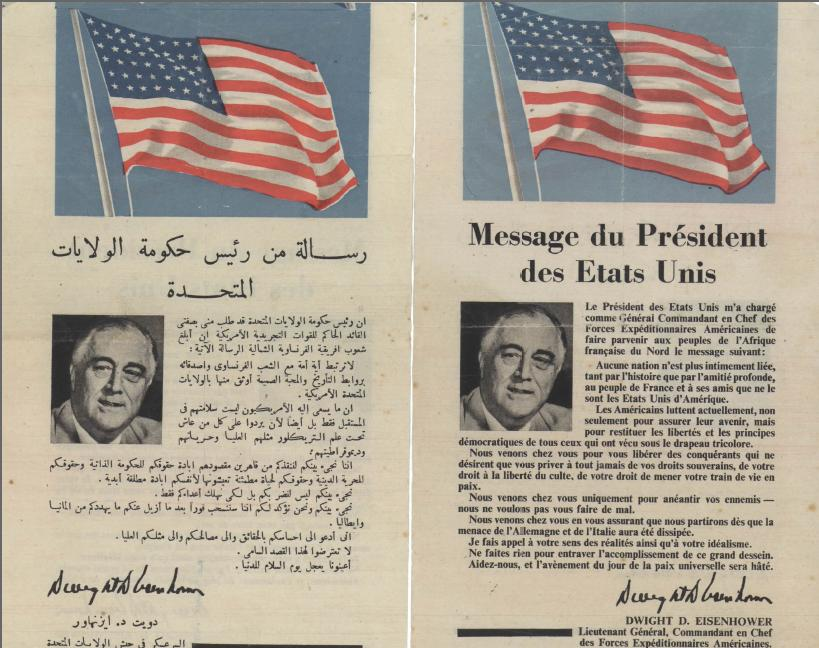
منشورات أمريكية وزعت باللغتي الفرنسية والعربية خلال عملية الشعلة.

عملية الشعلة (بالإنجليزية: Operation Torch) (8 نوفمبر 1942 - 16 نوفمبر 1942) هي غزو الحلفاء لشمال أفريقيا الفرنسي خلال الحرب العالمية الثانية. انحازت المستعمرات الفرنسية رسميًا لألمانيا تحت حكم فرنسا الفيشية، أما ولاءات السكان فقد كانت مختلطة. وأشارت التقارير إلى أنهم ربما دعموا الحلفاء. خطط الجنرال الأمريكي دوايت دي أيزنهاور، القائد الأعلى لقوات الحلفاء في مسرح العمليات المتوسطية، لتنفيذ هجوم ثلاثي المحاور على الدار البيضاء (المحور الغربي) ووهران (الوسط) والجزائر (المحور الشرقي)، والتحرك بعد ذلك سريعًا نحو تونس لإحكام القبضة على قوات المحور في شمال أفريقيا من الغرب بالتزامن مع تقدم الحلفاء من الشرق.
واجهت فرقة العمل الغربية مقاومة غير متوقعة وأحوالًا جوية سيئة، لكنها نجحت بعد حصار قصير في الاستيلاء على الدار البيضاء، وهي القاعدة البحرية الفرنسية الرئيسية في المحيط الأطلسي. وتعرضت سفن فرقة عمل الوسط لبعض الأضرار عندما حاولت الرسوّ في المياه الضحلة بينما غرقت السفن الفرنسية أو طُردت؛ استسلمت وهران بعد أن قصفتها السفن الحربية البريطانية. وحاولت المقاومة الفرنسية تنفيذ انقلاب في الجزائر العاصمة دون جدوى، ورغم أن ذلك أثار التأهب في قوات فيشي، واجهت فرقة العمل الشرقية مقاومة أقل وتمكنت من الدخول وفرض الاستسلام في اليوم الأول.
دفع نجاح عملية الشعلة الأدميرال فرانسوا دارلان، قائد القوات الفرنسية الفيشية، إلى إصدار أمر بالتعاون مع الحلفاء، مقابل تنصيبه مفوضًا أعلى، مع احتفاظ الكثيرين من مسؤولي فرنسا الفيشية بمواقعهم. اغتيل دارلان بعد فترة وجيزة وتمكن الفرنسيون الأحرار تدريجيًا من السيطرة على الحكومة. كانت عملية الشعلة عملية توفيقية حققت الهدف البريطاني المتمثل في ضمان النصر في شمال أفريقيا إلى جانب منح القوات الأمريكية فرصة المشاركة في الحرب ضد ألمانيا النازية على نطاق محدود. وكان هذا أول تدخل كبير للقوات الأمريكية في المسرح الأوروبي في شمال أفريقيا، وفيه نفذت الولايات المتحدة أول هجوم جوي كبير.

## خلفية
خطط الحلفاء لتنفيذ غزو إنجليزي أمريكي لشمال أفريقيا الفرنسي، أي المغرب العربي - المغرب والجزائر وتونس، وهي أرض تُعد اسميًا تحت سلطة الحكومة الفرنسية الفيشية. ومع تقدم القوات البريطانية من مصر، ستسمح هذه العملية للحلفاء بتنفيذ تكنيك الكماشة ضد قوات المحور في شمال أفريقيا. كان لدى الفرنسيين الفيشيين نحو 125,000 جندي في هذه الأراضي بالإضافة إلى المدفعية الساحلية و210 دبابات عاملة ولكنها قديمة ونحو 500 طائرة، نصفها من مقاتلات ديوويتين دي 520 التي تعادل الكثير من المقاتلات البريطانية والأمريكية. وشملت هذه القوات 60,000 جندي في المغرب، و15,000 في تونس، و50,000 في الجزائر، مع المدفعية الساحلية، وعدد قليل من الدبابات والطائرات. بالإضافة إلى 10 سفن حربية تقريبًا و11 غواصة في الدار البيضاء.

### الحالة السياسية على الأرض
ظن الحلفاء أن قوات فرنسا الفيشية لن تقاتلهم، وكان السبب جزئيًا المعلومات التي قدمها القنصل الأمريكي روبرت دانيال مورفي في الجزائر العاصمة. كان الفرنسيون من الحلفاء سابقًا ووُجهت تعليمات للقوات الأمريكية بعدم إطلاق النار ما لم تُطلق عليهم النار. إلا أنهم شكوا بأن البحرية الفرنسية الفيشية ستحقد على الإجراءات التي اتخذها البريطانيون في يونيو 1940 لمنع أخذ السفن الفرنسية من قبل الألمان. أسفر الهجوم على البحرية الفرنسية في ميناء المرسى الكبير، بالقرب من وهران، عن مقتل ما يقارب 1300 بحار فرنسي.
كان من الضروري تقييم تعاطف القوات الفرنسية في شمال أفريقيا، ووضعت خطط لحصد تعاونها، عوضًا عن المقاومة. دعم الألمان الفرنسيين الفيشيين جوًا. ووجهت عدة أجنحة قاذفة تابعة للوفتفافه (القوات الجوية الألمانية) ضربات مضادة للسفن في موانئ الحلفاء في الجزائر العاصمة وعلى طول ساحل شمال أفريقيا.

### قيادة العملية
تولى الجنرال دوايت دي أيزنهاور قيادة العملية، واتخذ في جبل طارق مقرًا. وكان القائد البحري لقوات الاستطلاع الأدميرال السير أندرو كننغهام؛ ونائبه الفريق السير بيرترام رامزي الذي خطط للإنزال البرمائي.[بحاجة لمصدر]

### مناقشة الاستراتيجية بين الحلفاء
ظل كبار القادة الأمريكيين معارضين بشدة لعمليات الإنزال، وبعد اجتماع رؤساء الأركان المشتركة للحلفاء الغربيين في لندن في 30 يوليو 1942، رفض الجنرال جورج مارشال والأدميرال إرنست كينغ الموافقة على الخطة. دعا مارشال وجنرالات أمريكيون آخرون إلى غزو شمال أوروبا في وقت لاحق من ذلك العام، وهو ما رفضه البريطانيون. بعد ضغط رئيس الوزراء ونستون تشرشل من أجل تنفيذ الإنزال في شمال أفريقيا الفرنسي في عام 1942، اقترح مارشال على الرئيس فرانكلين روزفلت أن تتخلى الولايات المتحدة عن إستراتيجية «ألمانيا أولًا» وأن تشن الهجوم في المحيط الهادئ. وقال روزفلت إنه لن يفعل شيئًا لمساعدة الاتحاد السوفيتى. بعد أن عجز مارشال عن إقناع البريطانيين بتغيير رأيهم، وجه الرئيس روزفلت أمرًا مباشرًا بأن تكون لعملية الشعلة الأسبقية على العمليات الأخرى وأن تتم في أقرب وقت ممكن، وهو واحد من أمرين مباشرين فقط وجههما روزفلت للقادة العسكريين خلال الحرب.
خلال تنفيذ خططهم، كان على الاستراتيجيين العسكريين التابعين للحلفاء أن يتمعنوا في الوضع السياسي على الأرض في شمال أفريقيا، الذي كان معقدًا، إضافة إلى الجوانب السياسية الدبلوماسية الخارجية. اعترف الأمريكيون بحكومة فيشي وبيتان في عام 1940، في حيم لم يعترف البريطانيون بهما واعترفوا بحكومة الجنرال ديغول الفرنسية الحرة في المنفى، ووافقوا على تمويلها. كانت شمال أفريقيا جزءًا من الإمبراطورية الاستعمارية الفرنسية ودعمت اسميَا حكومة فيشي، ولكن هذا الدعم لم يكن منتشرًا بين السكان.
ساهمت الأحداث السياسية على الأرض في الجوانب العسكرية بل وكانت في بعض الحالات حاسمة. قُسم السكان الفرنسيون في شمال أفريقيا إلى ثلاث مجموعات:
1. الديغوليون – كان شارل ديغول نقطة التجمع للجنة الوطنية الفرنسية. شمل هذا اللاجئين الفرنسيين الذين فروا من فرنسا متروبوليتان عوضًا عن الاستسلام للألمان، أو الذين بقوا وانضموا إلى المقاومة. نظم أحد المساعدين، وهو الجنرال لوكلير، قوة قتالية وشن غارات في 1943 على طريق طوله 1600 ميل (2600 كيلومتر) من بحيرة تشاد إلى طرابلس وانضم إلى الجيش الثامن بقيادة الجنرال مونتغمري في 25 يناير 1943.[9]
2. حركة التحرير الفرنسية – نظم بعض الفرنسيين الذين يعيشون في شمال أفريقيا ويعملون في الخفاء عن الملاحقة الألمانية «حركة تحرير فرنسية» سرية، هدفها تحرير فرنسا. الجنرال هنري جيرو، الذي هرب قبل زمن وجيز من ألمانيا، أصبح لاحقًا زعيمها. حال الصدام الشخصي بين ديغول وجيرود دون توحيد قوات فرنسا الحرة وجماعات حركة التحرير الفرنسية خلال حملة شمال أفريقيا (عملية الشعلة).[9]
3. الفرنسيون الموالون لفيشي- كان البعض موالين للمارشال بيتان ورأى هؤلاء أن التعاون مع دول المحور هو أفضل وسيلة لضمان مستقبل فرنسا. أصبح دارلان الخليفة المعين لبيتان.[9]

كان على الاستراتيجية الأمريكية أن تأخذ في عين الاعتبار عند تخطيط الهجوم هذه التعقيدات الموجودة على الأرض. افترض المخططون أن حصول القادة على دعم عسكري من الحلفاء سيجعلهم يتخذون خطوات لتحرير أنفسهم، وشرعت الولايات المتحدة في مفاوضات مفصلة بقيادة القنصل العام الأمريكي روبرت مورفي في مدينة الرباط مع حركة التحرير الفرنسية. كانت لبريطانيا التزامات دبلوماسية ومالية تجاه ديغول، لذا لا بد من إجراء المفاوضات مع حركة التحرير الفرنسية من قبل الأمريكيين، وكذلك الغزو. وبسبب انقسام الولاءات بين الجماعات المتواجدة على الأرض، لم يكن دعمهم مؤكدًا، وبسبب الحاجة إلى الحفاظ على السرية، لم يكن من الممكن مشاركة الخطط التفصيلية مع الفرنسيين.

### الخطة
خططت القيادة الأمريكية البريطانية لشن هجوم على الأراضي التابعة لحكومة فيشي في شمال أفريقيا وهي الجزائر وتونس والمغرب. وكان الفرنسيون (حكومة فيشي) يملكون 125,000 جندي في هذه المناطق إضافة إلى المدافع الساحلية و250 دبابة و500 طائرة و10 سفن حربية كما تواجدا 11 غواصة ألمانية في الدار البيضاء بالمغرب.